# De razernij van een koning
De Razernij van een Koning is het derde en laatste deel in de fantasyserie De Kronieken van Valisar, geschreven door de Australische schrijfster Fiona McIntosh. Het werd voor het eerst gepubliceerd in 2010 door HarperVoyager en werd algemeen goed ontvangen. 

## Inhoud
De zelfgekroonde keizer van de Bond, Loethar, is na de verovering van de Denovaanse Bond een geliefde vorst geworden, vooral nu het volk van de Steppen zichzelf heeft vermengd met de plaatselijke bevolking. 
Loethar is echter ongerust, want hij is ervan overtuigd dat prins Leonel, nu koning, nog steeds in leven is en er alles aan zal doen om het koninkrijk Penraven opnieuw onder de macht van de Valisars te brengen.
Wat Loethar echter niet weet is dat er nóg een erfgenaam is, iemand die beschikt over de krachtige magie die bekendstaat als de Valisarse Beheksing. Wie is zij, en welke keus zal zij maken: strijden tegen Loethar of zich moedeloos terugtrekken? Eén ding is echter zeker: Loethar is niet van plan zijn keizerrijk in de steek te laten.